# E-Prix de Marrakech de 2019
El e-Prix de Marrakech de 2019; oficialmente 2019 ABB FIA Fórmula E Marrakesh E-Prix, fue una carrera de monoplazas eléctricos del campeonato de la FIA de Fórmula E que tuvo lugar el 12 de enero de 2019 en el Circuito Internacional Moulay El Hassan de Marrakech.

## Resultados

### Clasificación
| Pos.    | No. | Piloto                 | Equipo    | Tiempo   | Dif     | PL |
| ------- | --- | ---------------------- | --------- | -------- | ------- | -- |
| 1       | 2   | Sam Bird               | Virgin    | 1:17.489 | —       | 1  |
| 2       | 25  | Jean-Éric Vergne       | Techeetah | 1:17.535 | +0.046  | 2  |
| 3       | 28  | António Félix da Costa | BMW       | 1:17.626 | +0.137  | 6  |
| 4       | 23  | Sébastien Buemi        | Nissan    | 1:17.738 | +0.249  | 3  |
| 5       | 27  | Alexander Sims         | BMW       | 1:18.400 | +0.911  | 4  |
| 6       | 20  | Mitch Evans            | Jaguar    | 1:29.379 | +11.890 | 5  |
| 7       | 94  | Pascal Wehrlein        | Mahindra  | 1:18.126 | —       | 7  |
| 8       | 4   | Robin Frijns           | Virgin    | 1:18.200 | +0.074  | 8  |
| 9       | 3   | Nelson Piquet Jr.      | Jaguar    | 1:18.347 | +0.221  | 9  |
| 10      | 64  | Jérôme d'Ambrosio      | Mahindra  | 1:18.440 | +0.314  | 10 |
| 11      | 11  | Lucas di Grassi        | Audi      | 1:18.595 | +0.469  | 11 |
| 12      | 22  | Oliver Rowland         | Nissan    | 1:18.604 | +0.478  | 12 |
| 13      | 7   | José María López       | Dragon    | 1:18.612 | +0.486  | 13 |
| 14      | 16  | Oliver Turvey          | NIO       | 1:18.624 | +0.498  | 14 |
| 15      | 19  | Felipe Massa           | Venturi   | 1:18.780 | +0.654  | 15 |
| 16      | 66  | Daniel Abt             | Audi      | 1:18.921 | +0.795  | 16 |
| 17      | 48  | Edoardo Mortara        | Venturi   | 1:19.133 | +1.007  | 17 |
| 18      | 8   | Tom Dillmann           | NIO       | 1:19.338 | +1.212  | 18 |
| 19      | 17  | Gary Paffett           | HWA       | 1:19.516 | +1.390  | 19 |
| 20      | 36  | André Lotterer         | Techeetah | 1:19.633 | +1.507  | 20 |
| 21      | 6   | Maximilian Günther     | Dragon    | 1:23.332 | +5.206  | 21 |
| 22      | 5   | Stoffel Vandoorne      | HWA       | 1:33.404 | +15.278 | 22 |
| Fuente: |     |                        |           |          |         |    |

### Carrera
| Pos     | N° | Piloto                 | Equipo            | Vueltas | Tiempo    | PL | Puntos |
| ------- | -- | ---------------------- | ----------------- | ------- | --------- | -- | ------ |
| 1       | 64 | Jérôme d'Ambrosio      | Mahindra          | 31      | 46:45.884 | 10 | 25     |
| 2       | 4  | Robin Frijns           | Virgin            | 31      | +0.143    | 8  | 18     |
| 3       | 2  | Sam Bird               | Virgin            | 31      | +0.461    | 1  | 18     |
| 4       | 27 | Alexander Sims         | Andretti-BMW      | 31      | +0.740    | 4  | 12     |
| 5       | 25 | Jean-Éric Vergne       | Techeetah-Citroën | 31      | +1.232    | 2  | 10     |
| 6       | 36 | André Lotterer         | Techeetah-Citroën | 31      | +1.457    | 20 | 8      |
| 7       | 11 | Lucas di Grassi        | Audi              | 31      | +1.633    | 11 | 7      |
| 8       | 23 | Sébastien Buemi        | e.Dams-Nissan     | 31      | +2.455    | 2  | 4      |
| 9       | 20 | Mitch Evans            | Jaguar            | 31      | +2.980    | 6  | 2      |
| 10      | 66 | Daniel Abt             | Audi              | 31      | +4.014    | 16 | 1      |
| 11      | 7  | José María López       | Dragon            | 31      | +4.528    | 13 |        |
| 12      | 6  | Maximilian Günther     | Dragon            | 31      | +6.034    | 21 |        |
| 13      | 48 | Edoardo Mortara        | Venturi           | 31      | +6.790    | 17 |        |
| 14      | 3  | Nelson Piquet Jr.      | Jaguar            | 31      | +6.833    | 9  |        |
| 15      | 22 | Oliver Rowland         | Nissan            | 31      | +7.529    | 12 |        |
| 16      | 16 | Oliver Turvey          | NIO               | 31      | +9.241    | 14 |        |
| 17      | 8  | Tom Dillmann           | NIO               | 31      | +9.665    | 18 |        |
| 18      | 19 | Felipe Massa           | Venturi           | 31      | +10.250   | 15 |        |
| Ret     | 28 | António Félix da Costa | BMW               | 25      | Retiro    | 6  |        |
| Ret     | 17 | Gary Paffett           | HWA               | 3       | Retiro    | 19 |        |
| Ret     | 94 | Pascal Wehrlein        | Mahindra          | 1       | Retiro    | 7  |        |
| Ret     | 5  | Stoffel Vandoorne      | HWA               | 1       | Retiro    | 22 |        |
| Fuente: |    |                        |                   |         |           |    |        |